# Сходи
Схо́ди, рідше схі́дці, заст. сту́панка — це споруда, пристосування з горизонтальних виступів або східців, на які ступають, піднімаючись куди-небудь або спускаючись звідкись. Сходи можуть бути окремою спорудою, або конструктивним елементом будинку, споруди.

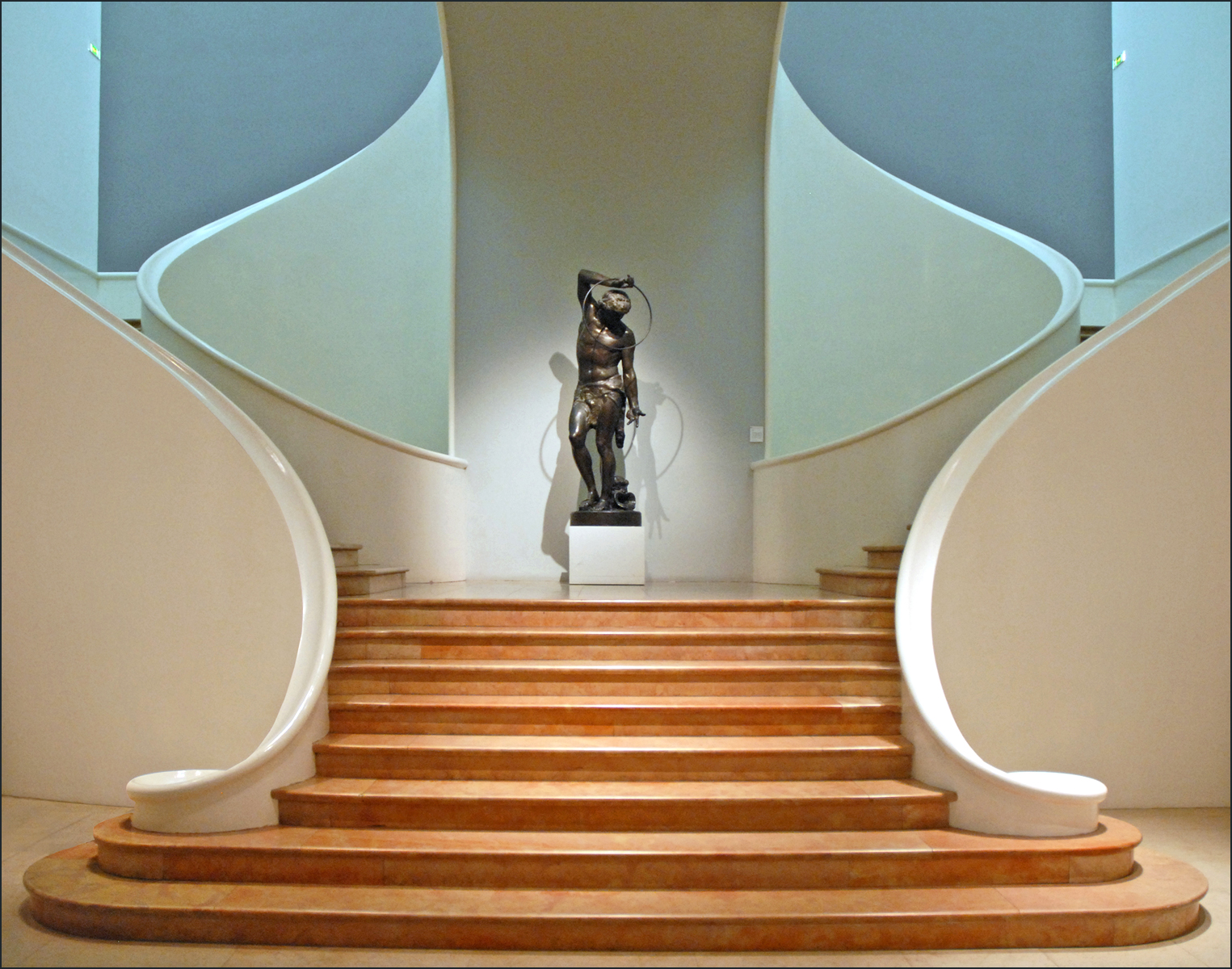
Сходи музею витончених мистецтв у Нансі, Франція

Сходи в багатоповерхових будинках служать для сполучення між поверхами, із приміщеннями, дахами будівель і споруд, обслуговування обладнання. З протипожежних міркувань сходи влаштовують в окремих приміщеннях — прогонах (сходових клітках). Сходи складаються з маршів і майданчиків. Залежно від числа маршів сходи бувають одно-, дво-, три-, і чотиримаршовими. Число маршів у сходах залежить від висоти поверху, кута нахилу і числа сходинок у марші. Найчастіше застосовують сходи дво- і тримаршові з кутом нахилу маршів 18–30°. Марші, що розташовані між поверхами, називаються міжповерховими; марші для виходу на горище — горищними, для спуску в підвал — підвальними. У кам'яних будинках сходи роблять залізобетонними або сталевими. Матеріал сходів і стін, що огороджують прогони, має обиратися відповідно до ступеня вогнестійкості будинку. Залежно від вогнестійкості будинку і його поверховості визначається також гранична відстань між прогонами: для вогнестійких будинків вона не має перевищувати 75-100 мм, для напівгорючих — 50–60 мм.

## Конструкції
| Сходи висячі        |
| Сходи гвинтові      |
| Сходи двомаршеві    |
| Сходи одномаршеві   |
| Сходи палладіанські |
| Сходи двосторонні   |
| Сходи тримаршеві    |
| Сходи чотиримаршеві |

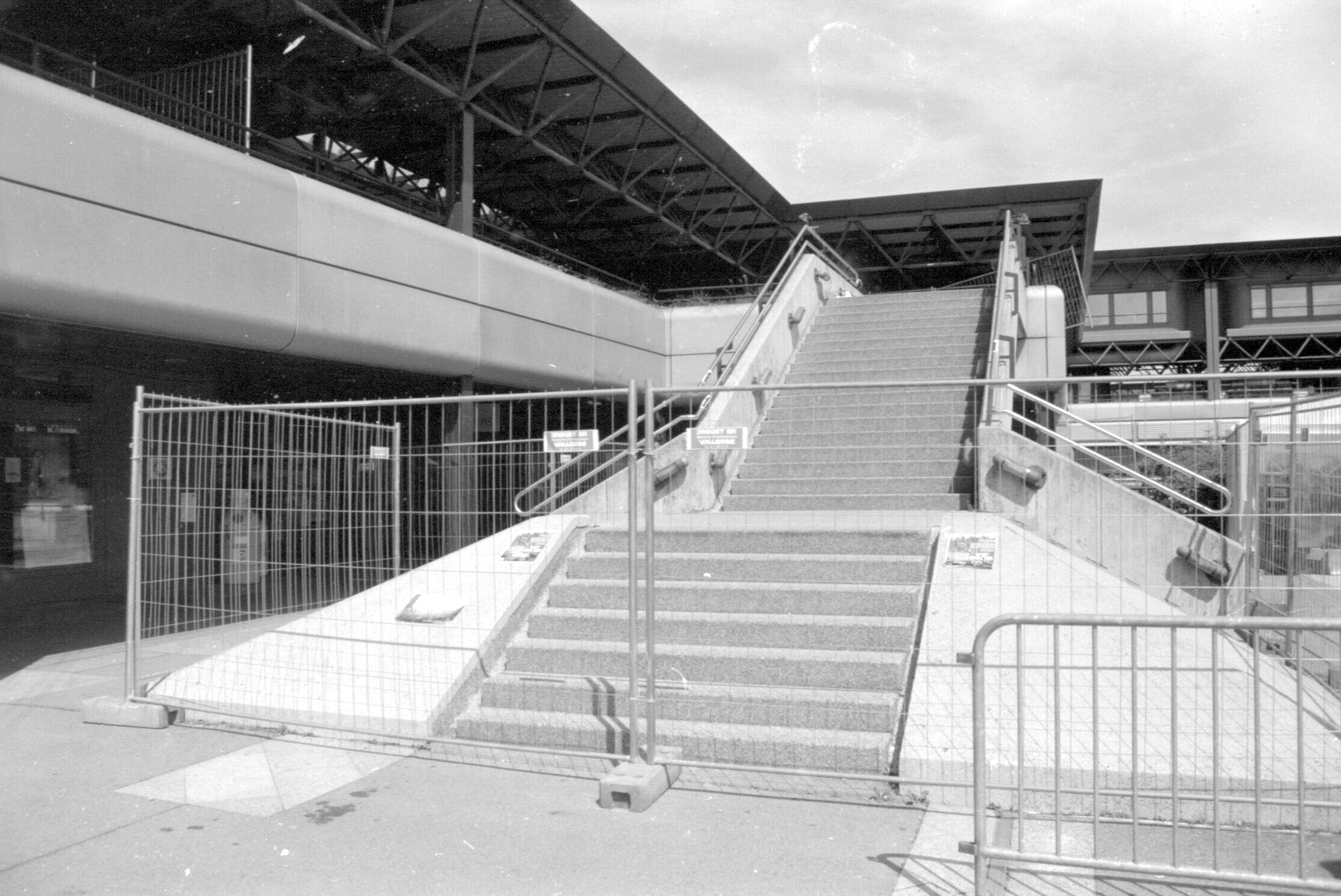
Багатомаршеві сходи
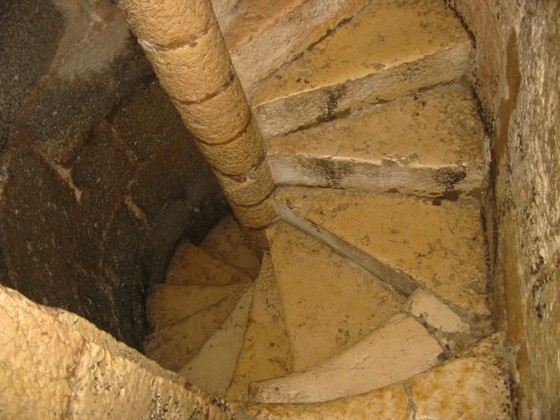
Гвинтові сходи з каменю
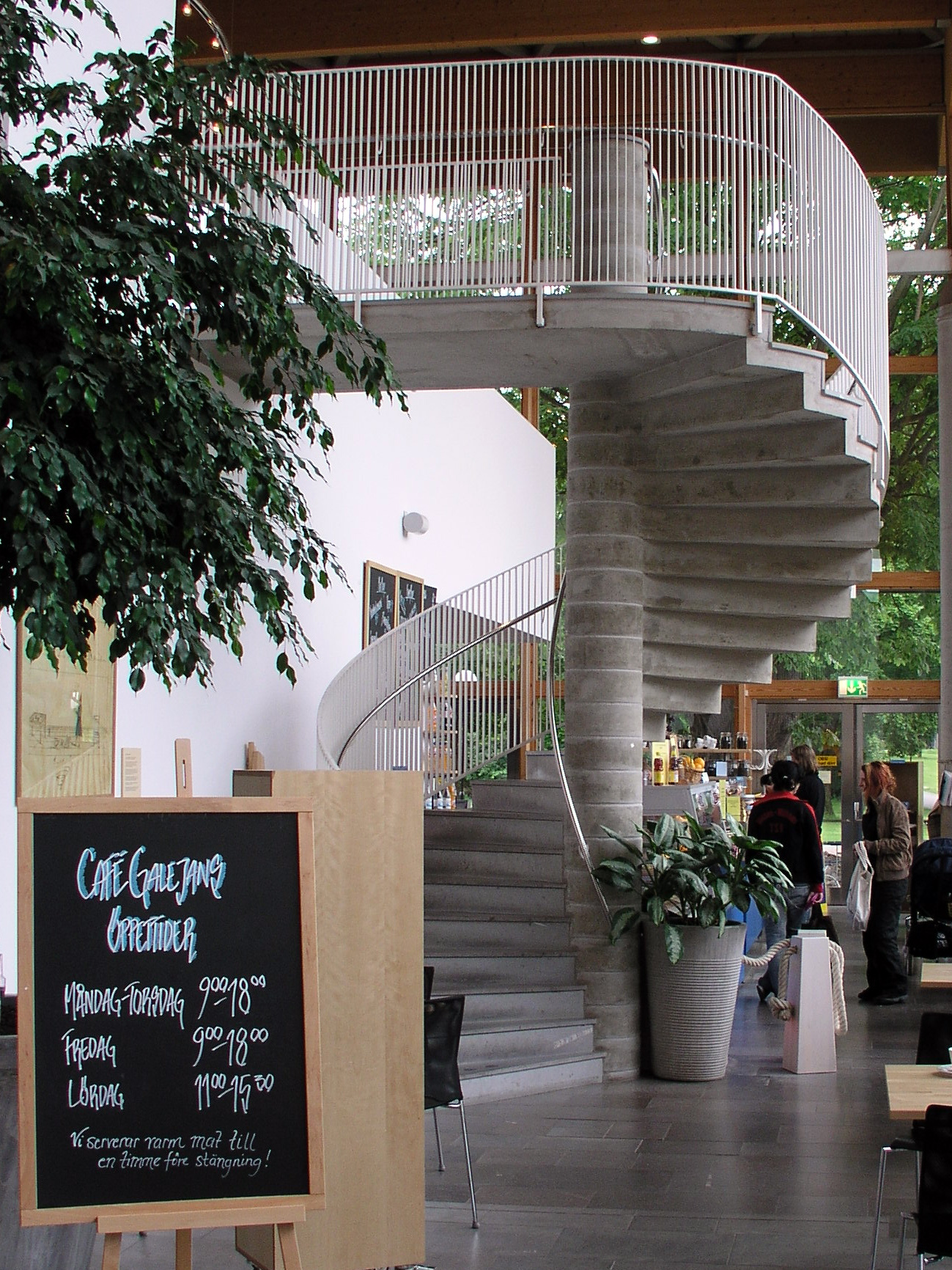
Гвинтові сходи з бетону
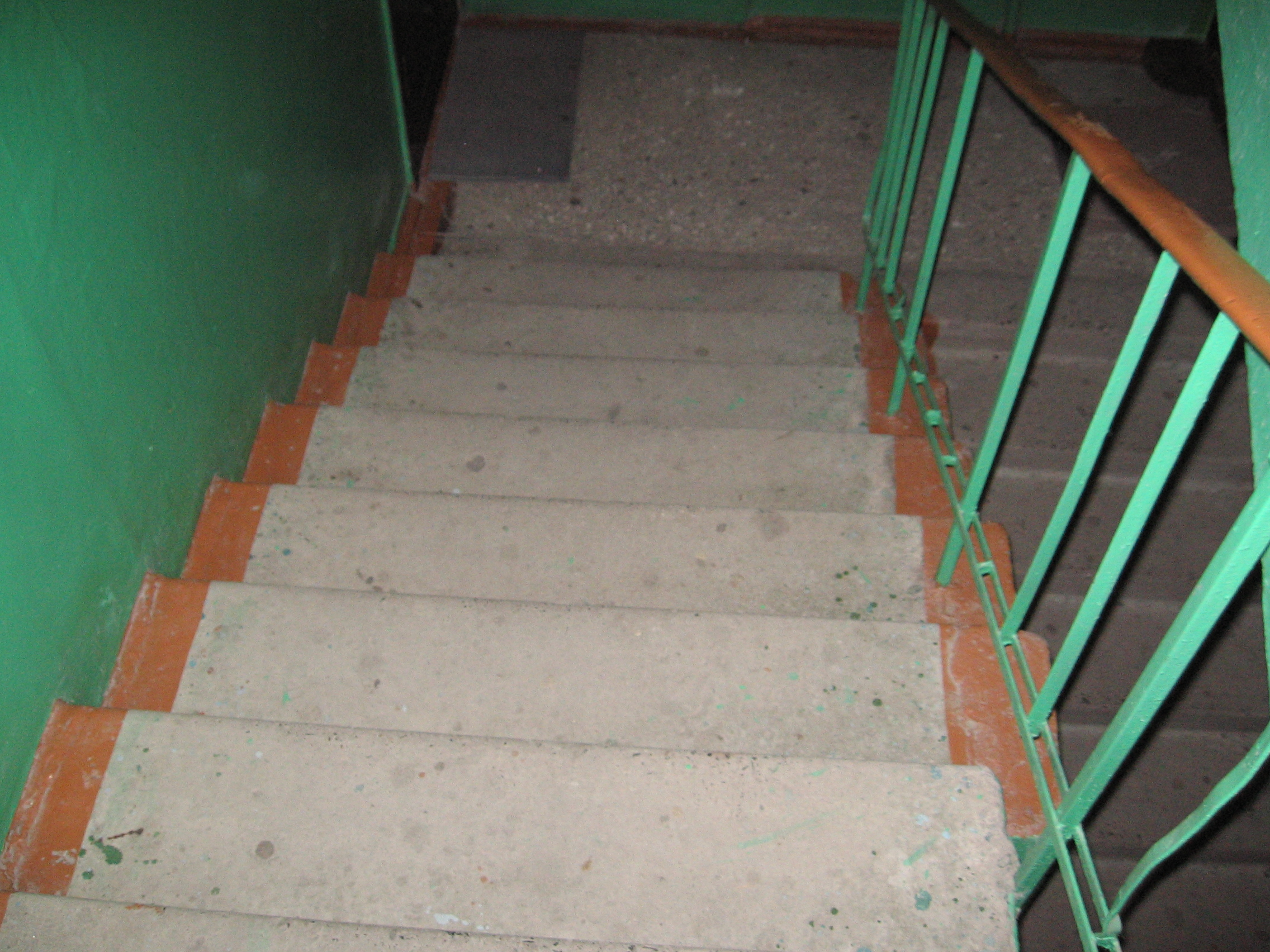
Традиційні сходи у вітчизняних багатоповерхових будинках

Розрізняють сходи
- одномаршові (прямі, криволінійні),
- з декількома маршами,
- гвинтові,
- комбіновані та інші.

### Складові сходів

Елементи сходів: 1 — висота сходинки, 2 — виступ проступу, 3 — ширина сходинки, 4 — проступ, 5 — підкіс, 6 — передній поясок, 7 — тятива, 8 — підсходинка

- Косоур (зубчаста) або тятива (суцільна)  — похила дошка, металева чи бетонна балка, що слугує основою сходів, опорою для сходинок. У сходів, що межують зі стіною, розрізняють зовнішні і внутрішні тятиви. Марші кам'яних сходів можуть бути без косоурів у разі замурування кінців сходинок у кладку капітальних стін. У легких сходів замість косоурів може застосовуватися больцове кріплення: сходинки з'єднуються больцами[5].
- Больц (нім. Bolz) — вертикальна стійка, що з'єднана з сходинкою в конструктив або вузол.
- Сходинка, східець, сходина або приступка[6] (рідко ступінь, заст. щабель)[7][8] — поперечний елемент сходів, що слугує опорою для ніг при підйомі і спуску
- Підсходинка або присхідець — дошка під сходинкою на дерев'яних сходах, також так називають вертикальну грань суцільної кам'яної чи бетонної сходинки. На дерев'яних сходах підсходинки можуть бути відсутні.
- Проступ — горизонтальна грань сходинки. Може випинатися над підсходинкою.
- Поручні, поруччя, перила, бильця — конструктив з одного чи двох боків сходів, що допомагає при переміщенні (також для безпеки). Іноді можуть бути відсутні.

Частину сходів між двома майданчиками називають хіднем або маршем (від фр. marche — «хід», «прохід»).
Сходові марші спираються на балки сходових майданчиків. При цьому частина останніх розташована на поверхах (на одному рівні з підлогою квартир чи інших приміщень), частина — на рівні між ними (зазвичай посередині висоти).
У будинках використовуються переважно сходи, що монтуються із суцільних залізобетонних маршів або набираються з окремих бетонних сходинок, що кладуться на косоури — похилі залізобетонні або сталеві балки, які спираються на сходовий майданчик. В одноповерхових будинках для зв'язку з внутрішнім приміщенням улаштовуються зовнішні сходи з майданчиком, а іноді з ґанком.

## Технічні особливості обстеження
Незважаючи на конструктивний запас міцності східців, як і сходів загалом, їх технічний стан є важливим фактором під час опису і повинен включати в себе навіть незначні дефекти, що зумовлено їх функціональною важливістю та експлуатаційною безпекою. Особливу увагу слід звернути на прогини косоурів, хиткість маршів, пошкодження вузлових з'єднань елементів, випадання дерев'яних підсходинок, міцність поручнів.